# Nevinnomyssk
Nevinnomyssk (russisk: Невинномысск, tr. Nevinnomyssk) er en by i den russiske kraj Stavropol  i Kaukasus  med 114.556 (2024) indbyggere, beliggende omkring 55 km syd for byen Stavropol ved floden Kuban.

## Historie
Nevinnomyssk var i 1825 som en Kosak-bosættelse (stanitsa) beliggende i nærheden af en skanse, der var oprettet i 1784 som en af ni skanser i den såkaldte Azov-Mosdoker defensive linje i det nordlige Kaukasus-afsnit af den russiske grænse. Da skansen var bygget en halvø på Kuban-bredden, der kaldtes "Nevinnoj". Derfor fik bosættelsen senere navnet "Nevinnomysskaja".
Siden i 1800-tallet blev en stor del af de kaukasiske områder russiske, og Nevinnomysskaja mistede hurtigt sin betydning som grænsepost; I stedet udvikledes landbruget, begunstiget af den frugtbare jord og det relativt milde klima. I slutningen af århundredet blev den første fabrik bygget, og i 1875 blev byen forbundet med det russiske jernbanenet med konstruktion af linjen til Vladikavkaz.
I 1939 fik Nevinnomysskaja bystatus og ændrede navn til Nevinnomyssk. I 1936 indledtes opførelsen af en stor vandingskanal til landbruget i Stavropol kraj. Imidlertid blev kanalbyggeriet først afsluttet i 1948, fordi byen var besat af de nazistiske styrker under Anden Verdenskrig fra august 1942 til januar 1943. Besættelsen resulterede i betydelig ødelæggelser.
I 1950'erne og 1960'erne blev et stort antal industrivirksomheder bygget i Nevinnomyssk. I løbet af denne tid blev byens befolkning næsten fordoblet. I midten af 1970'erne oversteg indbyggertallet 100.000.

### Befolkningsudvikling
| År   | Indbyggere |
| ---- | ---------- |
| 1939 | 22.797     |
| 1959 | 39.806     |
| 1970 | 85.067     |
| 1979 | 103.708    |
| 1989 | 121.355    |
| 2002 | 132.141    |
| 2010 | 118.360    |

Note: Data fra folketællinger

## Økonomi og trafik
Nevinnomyssk betragtes som en industriby, især med kemiske industri, der spiller en vigtig økonomisk rolle. Nevinnomyssk betragtes samtidigt som en af de mest forurenede byer i Stavropol kraj. Udover kemiske fabrikker har byen også andre fabrikationsanlæg og et termisk kraftværk.
Nevinnomyssk ligger ved Kavkaz-motorvejen P217, mellem Stavropol og Mineralnyje Vody, der ud over har byen en jernbanestation på jernbanen Rostov ved Don - Grosnyj.